# Филатьево (Владимирская область)
Филатьево — деревня в Петушинском районе Владимирской области России, входит в состав Пекшинского сельского поселения.

## География
Деревня расположена в 12 км на северо-восток от центра поселения деревни Пекша и в 31 км на северо-восток от райцентра города Петушки.

## История
По писцовым книгам 1637 года деревня Филатово значилась в Матренинской волости с центром в Воскресенском погосте.
В конце XIX — начале XX века деревня входила в состав Воронцовской волости Покровского уезда, с 1924 года — в составе Болдинской волости Владимирского уезда. В 1859 году в деревне числилось 9 дворов, в 1905 году — 14 дворов, в 1926 году — 13 хозяйств.
С 1929 года деревня входила в состав Близнецовского сельсовета Собинского района, с 1945 года — в составе Ларионовского сельсовета Петушинского района, с 2005 года — в составе Пекшинского сельского поселения.

## Население
| 1859 | 1905 | 1926 |
| ---- | ---- | ---- |
| 66   | 65   | 63   |

| 1859 | 1905 | 1926 | 2002 | 2010 | 2021 |
| ---- | ---- | ---- | ---- | ---- | ---- |
| 66   | ↘65  | ↘63  | ↘0   | →0   | →0   |